# Riojaforum
El Palacio de Congresos de La Rioja, más conocido como Riojaforum, es un edificio situado en la parte noreste de Logroño, en el enclave del Parque de la Ribera, y a escasos metros del río Ebro. Fue inaugurado en 2004.

## El proyecto

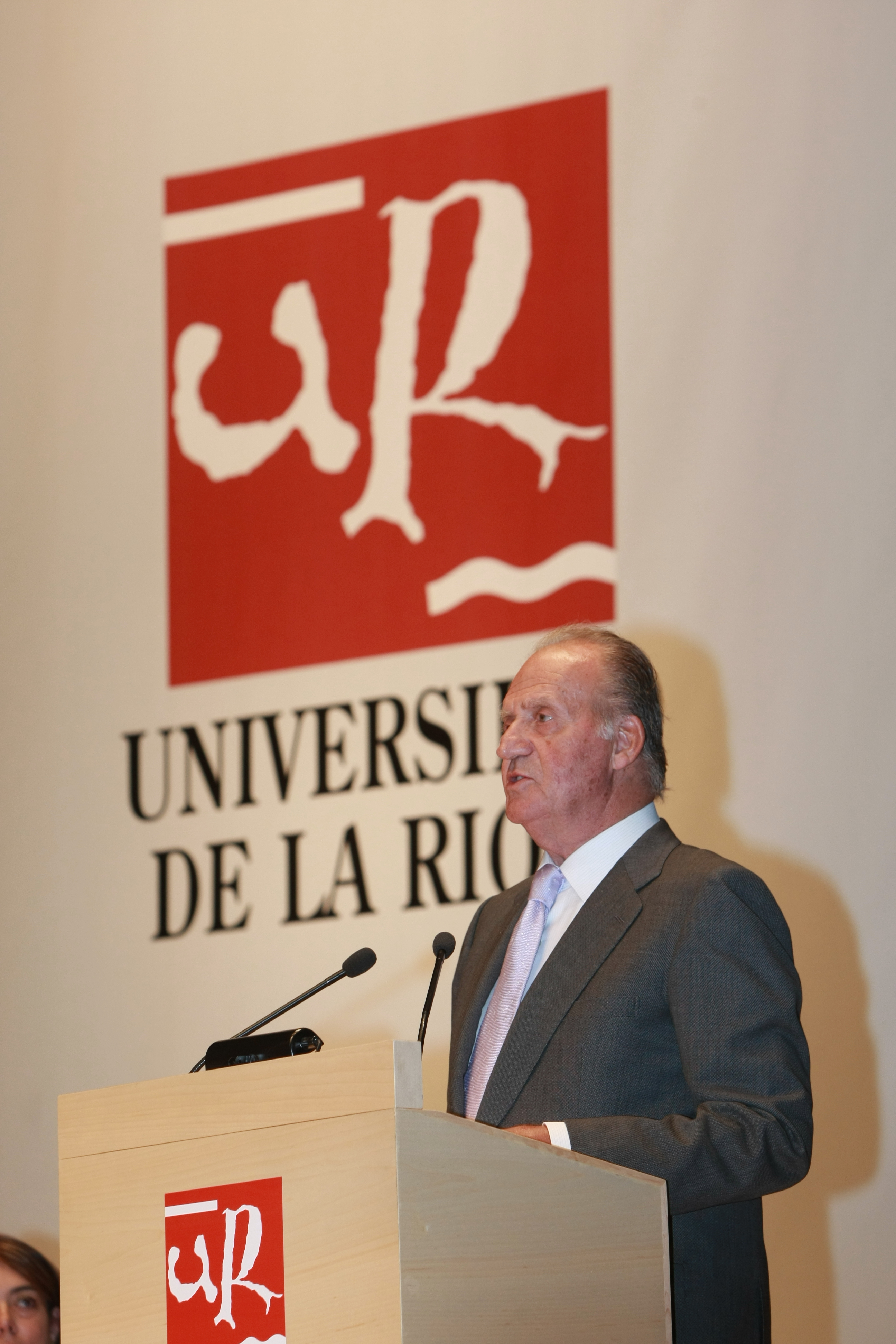
El rey Juan Carlos I, en la inauguración del curso universitario español 2008-2009.

La propuesta para construir un palacio de congresos y exposiciones en La Rioja fue lanzada en el año 2000, conociéndose el resultado del concurso en el mes de octubre de ese año. Las obras comenzaron en mayo de 2002, siendo llevadas a cabo por los arquitectos José Manuel Barrio & Alberto Sainz, ganadores de la convocatoria. Se construyó en la parte norte de la ciudad, en una zona que hasta entonces estaba poblada de huertas a las orillas del río Ebro.
El palacio abrió sus puertas por primera vez para la celebración del con la celebración del IV Foro Mundial del Vino, en el mes de mayo de 2004, y posteriormente fue inaugurado de forma oficial el 29 de junio por el Rey de España, Juan Carlos I, y en presencia del Presidente de la Comunidad Autónoma de La Rioja Pedro Sanz Alonso.

## El edificio

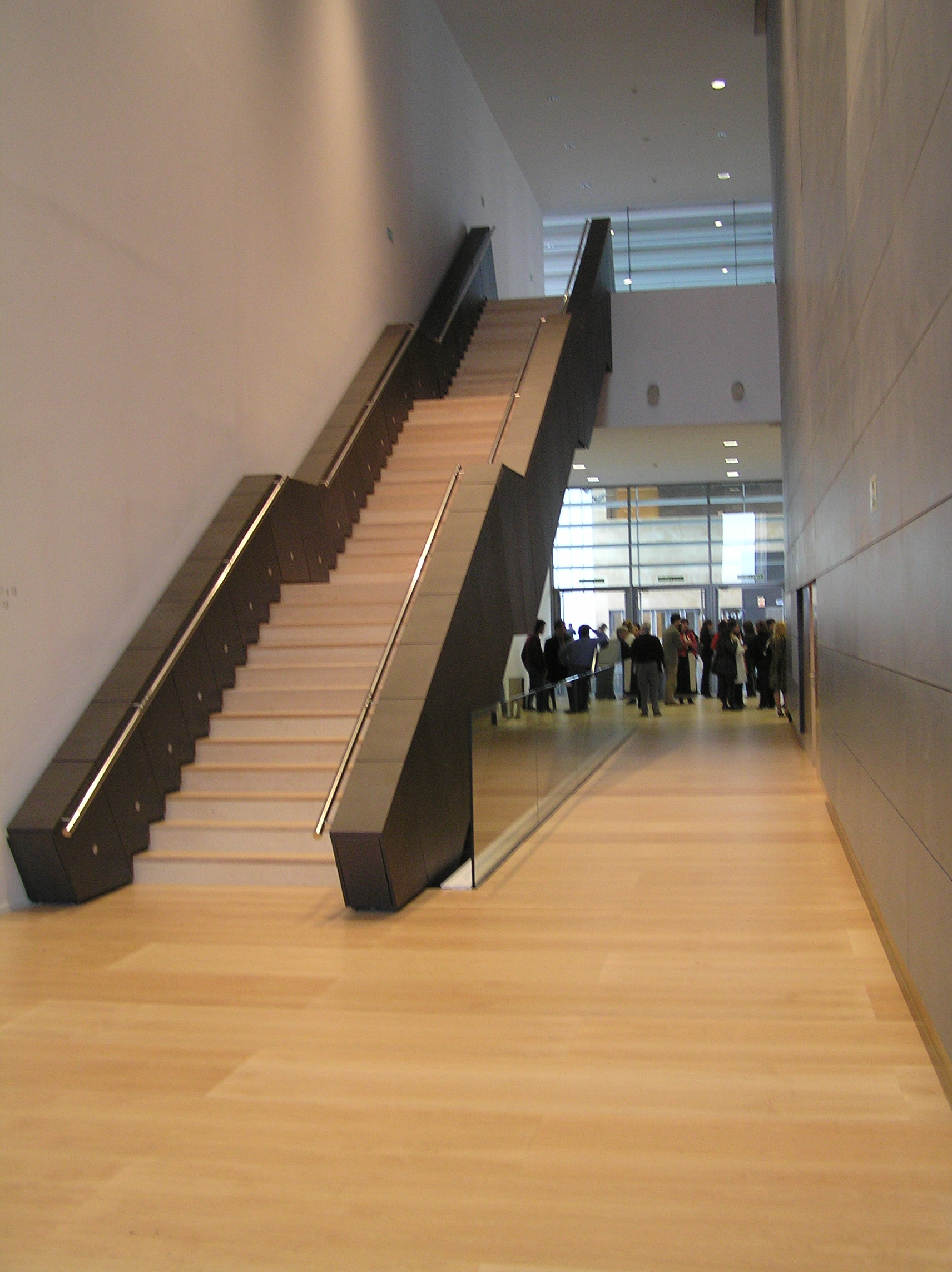
Interior del Riojaforum

### Auditorio
Es el espacio principal del complejo. Tiene una capacidad para 1.223 espectadores, y cuenta con patio de butacas, palco, anfiteatro, escenario, foso escena, foso orquesta, cámara de conciertos, cámara negra y tramoya. Es el escenario habitual de conciertos, obras de teatro, ópera y demás variedad de espectáculos. También es lugar para congresos y todo tipo de convenciones.

### Sala de cámara
Es una sala secundaria que cuenta con una capacidad para 418 personas. Consta de patio de butacas, cámara de conciertos, cámara negra y tramoya. En él se realizan convenciones y congresos de reducido tamaño, además de alguna actuación musical de menor repercusión.

### Zona de exposiciones
El palacio de congresos dispone de más de 5.200 m² para realizar exposiciones, divididos entre sus tres plantas.

### Sala de banquetes
Pueden acoger hasta 1200 personas, dividida en 5 salas que acogen entre 60 y 400 comensales.

## Eventos
A lo largo del año se celebran infinidad de eventos, tanto en materia de congresos y convenciones, como actuaciones musicales o de teatro. En el año 2009 hubo un total de 170 eventos con una participación de 88.252 personas, lo que supuso un incremento del 8% con respecto al año anterior. Allí se celebraron, entre otros, el VI Congreso Ibérico de Ciencias Hortícolas, el II Congreso Internacional para la Prevención de la Ceguera en Países en Desarrollo, y el WineFuture Rioja 09.